# Copa Honorino Landa
La Copa Honorino Landa fue un torneo de carácter amistoso disputado en Santiago de Chile el 28 de junio de 1987. Los participantes fueron Unión Española y Universidad Católica. El partido fue un homenaje al distinguido jugador Honorino Landa, fallecido poco antes, el 30 de mayo del mismo año.
El partido se definió en el segundo tiempo, ya que la base de ese equipo de Universidad Católica estaba constituida por los jugadores que festejarían el título nacional de esa temporada. El triunfo para el equipo cruzado fue un rotundo 3-0. El partido en un principio se iba a jugar a puertas cerradas, por el pesar en la tienda hispana, pero finalmente hubo apertura en el ingreso. 
Unión Española formó con M. Espinoza, R. Guzmán, C. Díaz, Parra, A. Guzmán, Elgueda, Pavez, F. Ugarte, Neumann (70´ Marchant), J. Rojas y Francino (46´Ramos), equipo dirigido por Héctor Pinto. Por su parte, Universidad Católica dispuso en su alineación a F. Díaz, Miranda, Yoma, Abarca (71` Marchioni), Monardez (80´ D, García), Hörmann (57´ Fouillioux), Vilches, Neira, Olmos, J. Muñoz y L. Pérez (61` Tudor), bajo la dirección técnica de Ignacio Prieto.
| 28 de junio de 1987 | Unión Española | 0:3 (0:2) | Universidad Católica                              | Estadio Santa Laura, Santiago |  |
|                     |                |           | 44' Luis Pérez · 45' Jorge Muñoz · 61' Luka Tudor |                               |  |

| Bandera de Chile             |
| Campeón Universidad Católica |